# Decellebruchus atrolineatus
Decellebruchus atrolineatus ist eine Käferart in der Unterfamilie der Samenkäfer (Bruchinae). Die Art wurde 1921 von dem französischen Entomologen Maurice Pic als Bruchus atrolineatus beschrieben. Bevor sie 2016 von Romero-Napoles der Gattung Decellebruchus zugewiesen wurde, war sie als Bruchidius atrolineatus bekannt.

## Merkmale
Die zwischen 2,5 und 3,5 mm langen Käfer haben einen ovalförmigen Körper. Sie sind überwiegend dunkelbraun gefärbt. Für die Männchen gilt: Die ersten drei Fühlerglieder sind gelblich gefärbt. Das Pronotum der Männchen weist zwei dunkle Längsstreifen auf. Das Pygidium weist drei Paare dunkler Flecke auf – zwei apikal, zwei median-lateral sowie zwei basal. Die Fühlerglieder I–III sind fadenförmig (filiform). Fühlerglied IV ist annähernd gesägt (subserrate). Die Fühlerglieder V–XI sind kammförmig (pectinate). Die Weibchen sind ähnlich gefärbt. Die Fühler der Weibchen sind gesägt (serrate). Das Pygidium der Weibchen ist subvertikal. Das letzte Sternit der Weibchen ist nicht gekerbt.

## Verbreitung
Decellebruchus atrolineatus ist auf dem afrikanischen Kontinent weit verbreitet. Die Art ist außerdem auf der Arabischen Halbinsel vertreten.

## Lebensweise
Die Weibchen legen ihre Eier an Samen von Hülsenfrüchtlern ab. Die geschlüpften Larven bohren sich in die Samen und entwickeln sich in diesen. Die Verpuppung findet innerhalb des Samens statt. Der fertige Käfer nagt sich aus dem Samen. Zu den Wirtspflanzen von Decellebruchus atrolineatus gehören insbesondere Vertreter der Gattung Vigna. Bekannte Wirtspflanzen sind Sojabohne, Gartenbohne und Augenbohne. Decellebruchus atrolineatus gilt als ein wirtschaftlich bedeutender Schädling.

## Natürliche Feinde
Die Käferlarven von Decellebruchus atrolineatus werden von verschiedenen Erzwespen parasitiert, darunter Dinarmus basalis und Eupelmus vuilleti.